# سيباستيان بوكونيولي
سيباستيان بوكونيولي (Sébastien Pocognoli) (مواليد 1 أغسطس 1987)، هو لاعب كرة قدم كان يلعب كمدافع. يلعب مع منتخب بلجيكا لكرة القدم منذ عام 2008.

## مسيرته الكروية
لعب سيباستيان بوكونيولي خلال مسيرته الاحترافية مع 7 أندية في عشرون موسمًا وسجل خلالها 11 هدفًا ضمن 298 مباراة. حيث فاز في موسم واحد بالكأس وفي موسم واحد بالدوري.
خاض سيباستيان بوكونيولي مسيرته مع نادي جينك في موسم 2003–04 ليلعب معه أربعة مواسم، مشاركًا في 46 مباراة سجل خلالها هدفًا واحدًا. ثم انتقل إلى نادي إي زد ألكمار في موسم 2007–08 واستمر معه طيلة ثلاثة مواسم، حيث شارك في 64 مباراة سجل خلالها 5 أهداف. لينتقل بعدها إلى نادي ستاندارد لييج في موسم 2009–10 في المرة الأولى ليلعب معه أربعة مواسم ثم في موسم 2017–18 واستمر معه طيلة ثلاثة مواسم، مشاركًا طوالها في 118 مباراة سجل خلالها 4 أهداف. ثم انتقل إلى نادي هانوفر 96 في موسم 2012–13 ولمدة موسمين، مشاركًا في 30 مباراة ولم يسجل أي هدف. هذا وانتقل لاحقًا إلى نادي وست بروميتش ألبيون في موسم 2014–15 ولمدة موسمين، مشاركًا في 16 مباراة ولم يسجل أي هدف أيضًا. ثم انتقل بعدها إلى نادي برايتون أند هوف ألبيون في موسم 2016–17 لمدة موسم واحد، مشاركًا في 20 مباراة سجل خلالها هدفًا واحدًا. ليعود وينتقل من جديد، لكن هذه المرة إلى نادي سانت خيلويزي في موسم 2019–20 لمدة موسم واحد، مشاركًا في 4 مباريات ولم يسجل أي هدف.

## وصلات خارجية
- سيباستيان بوكونيولي على موقع الاتحاد الدولي (مؤرشف)  (الإنجليزية)
- سيباستيان بوكونيولي على موقع الاتحاد الأوربي (الإنجليزية)
- سيباستيان بوكونيولي على موقع الاتحاد البلجيكي (الإنجليزية)
- سيباستيان بوكونيولي على موقع قاعدة بيانات كرة القدم.إي يو (الإنجليزية)
- سيباستيان بوكونيولي على موقع ناشيونال فوتبول تيمز (الإنجليزية)
- سيباستيان بوكونيولي على موقع Soccerbase.com (لاعب) (الإنجليزية)
- سيباستيان بوكونيولي على موقع Soccerway.com (الإنجليزية)
- سيباستيان بوكونيولي على موقع عالم كرة القدم.نت (الإنجليزية)
- سيباستيان بوكونيولي على موقع أوليمبيديا (الإنجليزية)
- سيباستيان بوكونيولي على موقع AS.com (الإسبانية)